# نخیر (ترانه)
«نخیر» (انگلیسی: No) آهنگی از گروه دخترانه بریتانیایی لیتل میکس است. این آهنگ در ۱۲ نوامبر ۲۰۲۱ از طریق آرسی‌ای رکوردز به‌عنوان دومین تک‌آهنگ از آلبوم موفق آن‌ها میانِ ما منتشر شد. این آهنگ توسط اعضای گروه جید ثیروال، لی-آن پیننوک و پری ادواردز، همراه با تر ژان-ماری، ام‌ان‌ئی‌کی و کامیل نوشته شده‌است و توسط تر ژان-ماری و ام‌ان‌ئی‌کی تهیه شده‌است. این آهنگ به رتبه سی و پنجم جدول تک‌آهنگ‌های بریتانیا رسید. این آخرین تک‌آهنگ گروه قبل از وقفه آن‌ها در ماه مه ۲۰۲۲ بود. این آهنگ برای اولین‌بار در طول تور کنفتی در همان سال اجرا شد.